# Premis Robert
El premis Robert són els guardons del cinema danès que atorga cada any l'Acadèmia de Cinema Danesa des de 1984.
És l'equivalent danès dels Oscar estatunidencs, els BAFTA britànics, els AACTA australians o els César francesos. El premi, votat només pels membres de l'acadèmia, és un reconeixement per part dels col·legues de la indústria cinematogràfica danesa a les contribucions destacades d'una persona o d'una pel·lícula durant l'any anterior.
Des del 2013 també s'han lliurat premis a sèries de televisió i intèrprets. El premis Robert duen el nom del creador de l'estatueta, l'escultor danès Robert Jacobsen.